# Canton de Charenton-du-Cher
Le canton de Charenton-du-Cher est une ancienne division administrative française située dans le département du Cher.

## Géographie
Ce canton était organisé autour de Charenton-du-Cher dans l'arrondissement de Saint-Amand-Montrond. Son altitude variait de 153 m (Coust) à 308 m (Arpheuilles) pour une altitude moyenne de 190 m.

## Histoire
Le canton de Charenton vit le jour le 6 pluviose an II (1792) et comprenait 9 communes : Charenton, Arpheuilles, Bannegon, Bessais le Fromental, Changy, Coust, Meslon, Saint Pierre les Etieux et Vernais. Thaumiers incluant Le Pondy était rattaché à celui de Dun et ne sera réuni à celui de Charenton qu'en 1803. En 1810, le canton de Charenton comprend 11 communes : Charenton, Arpheuilles, Bannegon, Bessais le Formental, Changy, Chaumont, Coust, Meslon, St Pierre les Etieux, Thaumiers et Vernais. Changy et Meslon seront regroupés à la commune de Coust en 1823. En 1825, le canton est constitué de Charenton, Arpheuilles, Bannegon, Bessais, Chaumont, Coust (Changy), St Pierre les Etieux, Thaumiers, Vernais. Meslon a été rattaché à Ainay le vieil.
En 1840, le préfet du Cher propose de réunir Chaumont à la commune de Bannegon. Les habitants préfèrent celle de Chalivoy dont ils dépendent déjà spirituellement.
Le 4 avril 1908, Le Pondy devient une commune. Le canton comprend alors 9 communes : Charenton, chef lieu, Arpheuilles, Bannegon (avec Chargy et Chaumont), Bessais le Fromental, Coust (avec Meslon), St Pierre les Etieux (avec Les Vivons, le Piot doux, le Piot grès et la Ville du bout), Thaumiers (avec les Salles) et Vernais.
Avant la Révolution, ces communes dépendaient du Bourbonnais. Chargé de contrôler les comités révolutionnaires et de surveillance dans les cantons du district de Libreval (St Amand Montrond), un comité de surveillance s'installe à Charenton le 30 floréal an II dans les locaux de l'abbaye sous la présidence du citoyen Barbarin et de François Chassaigne. De 1795 à 1797, Charenton est le siège de la "municipalité cantonale" composée d'un président (François Chassaigne) et d'agents municipaux nommés par les communes. Un commissaire du Directoire était nommé auprès d'eux. Cette assemblée s'occupait des questions administratives et financières, elle répartissait et levait les impôts.
Histoire économique
L'essor économique date du XIXe siècle avec l'apparition des tuileries (St Pierre les Etieux, Laugère et le Fourneau - fermeture en 1860), du canal de Berry (1835 - Janvier 1955), des routes et du chemin de fer économique (le Tacot : 1891 - juillet 1955).
En 1829, le canton comptait 23 moulins à blé et un à foulon. Le dernier moulin, celui de Charenton, s'est arrêté en 1990.
Au bord de la Marmande, il y avait des tanneries qui disparurent au début du XXe siècle. Un atelier de potier était installé à Crevant avant la Révolution.
Le canton est traversé par deux voix romaines secondaires : Arpheuilles - Verneuil (le pavé de juche vache) et Thaumiers - Le Pondy ainsi qu'un chemin de pèlerinage : Vézelay - St Jacques de Compostelle.

## Représentation
Notaires : Deux études notariales existaient sur le canton, la première à Charenton et la seconde à Bannegon. Seule l'étude charentonnaise fonctionnera jusque dans les années cinquante.
Notaires Bannegon : Jean Delaveau (1583), Gaurnault (1635 - 1637), Javenault (1641), Jean Baptiste Bonnelat (an 09-an 10), Louis Désiré Blondel (1811-1843), Charles Blondel (1840-1854, Louis Nierre (suppléant en 1854), Abel Renaudein (1854-1867), Henri Verniaux (1867-1881), Benoist Cavard (1881-1883), Chamfort (suppléant en 1883), Louis Frenois (1881-1931).
Notaires Charenton : Mathieu de Foullenay (-1729), Louis d'Houan (1729-1752), Pierre Chamet (-1735), Alexis Libault (1735-1742), Gilbert Advenier (1740-1796), Pierre Collas (1742-), Mathias Duchet (1752-1755), Jean Josset (1755-), Pierre Advenier (an 5-1821), Claude Gaulmier (1822-1834), Louis Renard (1835-1841), Pierre Bellaner (1840-1855), Chamfort (1855-1884, Gabriel Perceau (1884-1894), Justin Pasquet (1894-1899)

### Conseillers généraux de 1833 à 2015
| Période          | Période      | Identité                                                           | Étiquette    | Qualité |
| ---------------- | ------------ | ------------------------------------------------------------------ | ------------ | --- |
| 1833             | 1848         | Bernard Rey                                                        |              | Ancien médecin, maire de Coust |
| 1848             | 1852         | Félix Déchanet                                                     |              | Maître de forges à Tronçais, Charenton-du-Cher                                                                                                 |
| 1852             | 1864         | Duc Casimir de Rochechouart de Mortemart Prince de Tonnay-Charente |              | Général Sénateur (1852-1870) |
| 1864             | 1871 (décès) | Charles Gosset (1810-1871), fils de Nicolas Gosset                 |              | Propriétaire, maire de Charenton-du-Cher (1851-1871), ancien conseiller d'arrondissement                                                       |
| 1871             | 1883         | Louis Riffardeau, Duc de Rivière                                   | Droite       | Propriétaire du château de Vernais Sénateur (1876-1885)                                                                                        |
| 1883             | 1889         | Maurice Bergeron de Charon                                         | Républicain  | Avocat |
| 1889             | 1895         | Vicomte Armand de Bonneval (1833-1909)                             | Droite       | Chef d'escadron au 4e régiment de chasseur à cheval Propriétaire à Paris                                                                       |
| 1895             | 1907         | Eugène Berland                                                     | Rad.         | Suppléant du juge de paix à Charenton-du-Cher Propriétaire à Bannegon, conseiller d'arrondissement                                             |
| 1907             | 1930         | Gilbert Martinet                                                   | Rad.         | Propriétaire-agriculteur à Charenton-du-Cher, conseiller d'arrondissement                                                                      |
| 1930             | 1931         | Gabriel Alliaume (1884-1972)                                       | Rad.         | Charpentier Maire de Bannegon (1922-1944) |
| 1931             | 1937         | Jules Gachot                                                       | SFIO         | Instituteur à Coust, propriétaire à Bessais-le-Fromental                                                                                       |
| 1937             | 1940         | Jean-André Boilard                                                 | RG           | Adjoint au Maire de Thaumiers |
|                  |              |                                                                    |              | |
| 1943             | 1945         | Gabriel Alliaume                                                   | Radical      | Charpentier, entrepreneur de travaux publics Conseiller d'arrondissement, maire de Bannegon (1922-1944) Nommé conseiller départemental en 1943 |
|                  |              |                                                                    |              | |
| 1945             | 1949         | Marcel Chacrot (1906-1976)                                         | PCF          | Maire de Charenton-du-Cher (1946-1947) |
| 1949             | 1969 (décès) | Lucien Guéry (1906-1969)                                           | Rad.         | Secrétaire général de la mairie de Bessais-le-Fromental                                                                                        |
| 16 novembre 1969 | 1985         | Comte Gaston de Bonneval (1911-1998)                               | UDR puis DVD | Colonel, ancien aide-de-camp du Général de Gaulle (1945-1965) Maire de Thaumiers                                                               |
| 1985             | 2011         | Philippe de Bonneval (fils du précédent) (1940-2016)               | UDF puis UMP | Otorhinolaryngologiste à Saint-Amand-Montrond Maire de Thaumiers (1995-2014)                                                                   |
| 2011             | 2015         | Pascal Aupy                                                        | DVD          | Exploitant agricole Maire de Charenton-du-Cher Elu en 2015 dans le Canton de Dun-sur-Auron                                                     |

### Conseillers d'arrondissement (de 1833 à 1940)
| Période                                  | Période      | Identité                           | Étiquette   | Qualité |
| ---------------------------------------- | ------------ | ---------------------------------- | ----------- | --- |
| 1833                                     | 1844 (décès) | Nicolas Gosset                     |             | Maire de Charenton                                                                                          |
| 1844                                     | 1852         | Charles Gosset (fils du précédent) |             | Propriétaire à Charenton                                                                                    |
|                                          |              |                                    |             | |
| 1892                                     | 1895 (décès) | Anatole Aupy                       | Républicain | Maire de Coust                                                                                              |
| juin 1895                                | sept.1895    | Eugène Berland                     | Radical     | Suppléant du juge de paix, propriétaire à Bannegon                                                          |
| sept.1895                                | 1907         | Gilbert Martinet                   | Rad.        | Propriétaire-agriculteur à Charenton-du-Cher                                                                |
| 1907                                     | 1934         | Pierre-Joseph Bourin               | Rad.        | Agriculteur, maire de Saint-Pierre-les-Étieux                                                               |
| 1934                                     | 1937         | Louis Boutet                       | PAPF        | Cultivateur et vigneron à Charenton-du-Cher                                                                 |
| 1937                                     | 1940         | Gabriel Alliaume                   | Rad.        | Charpentier, maire de Bannegon, ancien conseiller général                                                   |
| 1940                                     |              |                                    |             | Les conseils d'arrondissement ont été suspendus par la loi du 12 octobre 1940 et n'ont jamais été réactivés |
| Les données manquantes sont à compléter. |              |                                    |             | |

## Composition
Le canton de Charenton-du-Cher regroupait neuf communes et comptait 4 017 habitants (recensement de 1999 sans doubles comptes).
| Nom                           | Code Insee | Intercommunalité  | Superficie (km2) | Population (dernière pop. légale) | Densité (hab./km2) |
| ----------------------------- | ---------- | ----------------- | ---------------- | --------------------------------- | ------------------ |
| Charenton-du-Cher (chef-lieu) | 18052      | CC Cœur de France | 47,89            | 1 095 (2014)                      | 23                 |
| Arpheuilles                   | 18013      | CC Cœur de France | 48,01            | 309 (2014)                        | 6,4                |
| Bannegon                      | 18021      | CC Le Dunois      | 21,08            | 250 (2014)                        | 12                 |
| Bessais-le-Fromental          | 18029      | CC Cœur de France | 25,75            | 330 (2014)                        | 13                 |
| Coust                         | 18076      | CC Cœur de France | 21,89            | 447 (2014)                        | 20                 |
| Le Pondy                      | 18183      | CC Le Dunois      | 6,63             | 140 (2014)                        | 21                 |
| Saint-Pierre-les-Étieux       | 18231      | CC Cœur de France | 27,34            | 709 (2014)                        | 26                 |
| Thaumiers                     | 18261      | CC Le Dunois      | 27,33            | 412 (2014)                        | 15                 |
| Vernais                       | 18276      | CC Cœur de France | 25,84            | 207 (2014)                        | 8                  |

## Démographie
En 1829, le canton comprend 6271 habitants. La population augmente jusqu'en 1884 pour atteindre 8917 personnes. Elle décroît régulièrement depuis 1936 où elle comptait 5817 habitants.
| 1962  | 1968  | 1975  | 1982  | 1990  | 1999  | 2006  | 2011  | 2012  |
| ----- | ----- | ----- | ----- | ----- | ----- | ----- | ----- | ----- |
| 5 129 | 4 932 | 4 485 | 4 138 | 4 135 | 4 017 | 3 969 | 3 987 | 3 961 |